# Марсупилами (сериал, 2000)
„Марсупилами“ (на английски: Marsupilami) е анимационен сериал, базиран на едноименната поредица от комикси, създадена от Андре Франкен. Той е продуциран от Marsu Productions съвместно с Marathon Animation (известен като Marathon Productions в първия сезон) за първия и втория сезон, както и Samka Productions за третия до петия сезон. Премиерата на сериала е излъчена на 18 март 2000 г. по Canal J.

## В България
В България сериалът започва излъчване по Super7 с български дублаж. Излъчен е само третият сезон. В него участват Кристиян Фоков и Христо Бонин.